# Лейла Лопес
Лейла Лопес (порт. Leila Luliana da Costa Vieira Lopes; нар. 26 лютого 1986 року, Бенгела, Ангола) — ангольська модель, переможниця конкурсу Міс Всесвіт 2011.

## Юність
Її батьки емігрували з Кабо-Верде в Бенгела, Ангола . Лопес вчиться на менеджера у Великій Британії , де вона отримала титул Miss Angola UK8 жовтня 2010 і представляла ангольську комуну на конкурсі Міс Ангола .

## Міс Ангола
Лопес зростом 179 см перемогла 21 суперницю на конкурсі Міс Ангола. Конкурс Міс Ангола пройшов в Луанді 18 грудня 2010 , де вона отримала премію «Photogenic Award» і право представляти Анголу на конкурсі Міс Всесвіт 2011  який пройшов Сан-Паулу, Бразилія 12 вересня 2011 .
У цьому конкурсі вона також перемогла.